# Firestarter
Firestarter este un roman de Stephen King publicat inițial de editura Viking în 1980. A fost nominalizat la British Fantasy Award în 1981.

## Ecranizări
- Firestarter (1984)